# Abbracci gratis

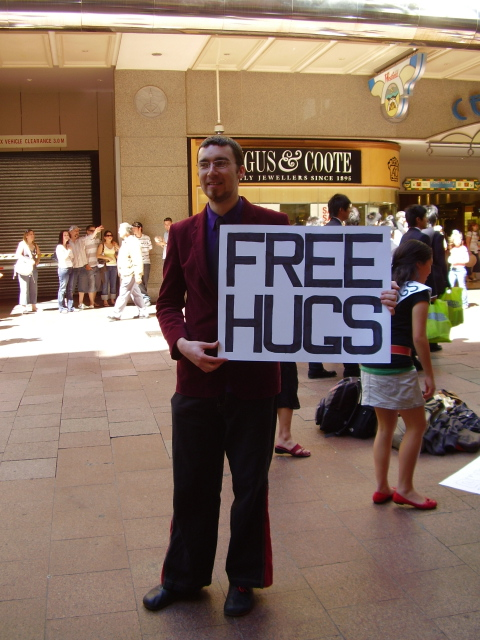
Juan Mann, che ha dato vita al movimento Free Hugs, fotografato al Pitt Street Mall, Sydney, Australia, 2006

Abbracci gratis (in inglese Free Hugs Campaign, o semplicemente Free Hugs) è un'iniziativa sociale nata a Sydney, in Australia, nel 2004 e in seguito diffusasi in molte altre città del mondo. Vi partecipano persone comuni che offrono, appunto, abbracci gratis (free hugs) ai passanti, in luoghi pubblici come parchi e grandi vie pedonali.
L'organizzatore dell'iniziativa originale, un cittadino australiano conosciuto solo con lo pseudonimo di "Juan Mann", ha affermato che lo scopo degli "abbracci gratis" è semplicemente quello di offrire un atto casuale di gentilezza disinteressata. Il successo del video di YouTube ha dato luogo a un meme che ha trasformato free hugs in una sorta di movimento internazionale spontaneo, con imitatori in diverse parti del mondo. La rapida diffusione del fenomeno dimostra la notevole capacità di penetrazione culturale del free content diffuso in rete. Nel 2006 ha per questo vinto il YouTube Video Awards - sezione Most Inspirational. La campagna è diventata famosa a livello internazionale nel 2006, grazie a un video musicale pubblicato su YouTube. La canzone All The Same della band australiana Sick Puppies, ha avuto oltre 78 000 000 di visualizzazioni già nel 2007.

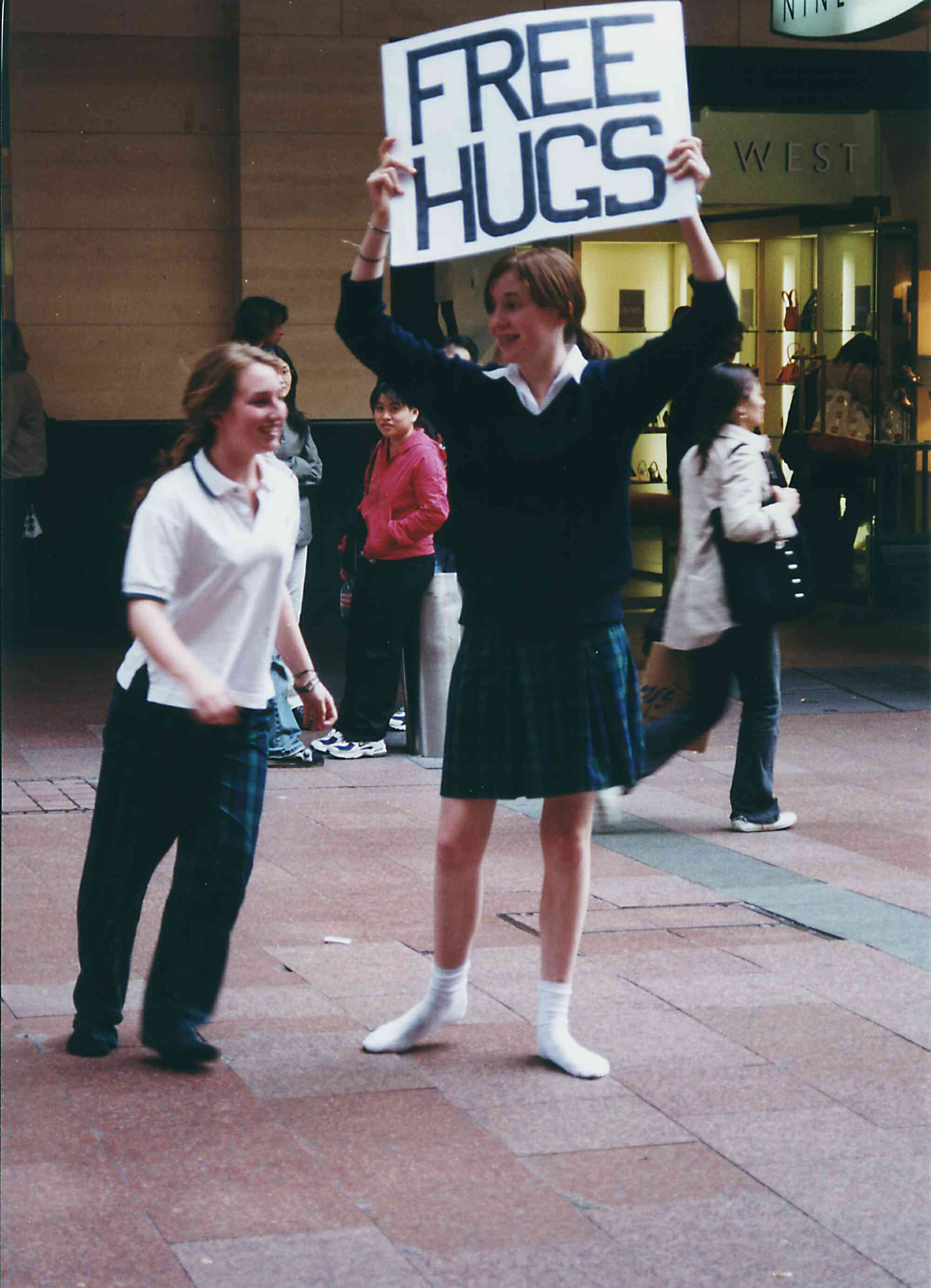
Free hugs in una via del centro di Sydney, agosto 2004

## Storia
A Sydney il fenomeno nasce nel 2004 (ne parlò un articolo del Sydney Morning Herald del 6 novembre), ma ha acquisito visibilità internazionale soprattutto dal 2006, grazie al video musicale, che conteneva la canzone che sarebbe diventata la "colonna sonora" dell'evento. Il video su YouTube è stato caricato il 22 settembre 2006 e già nel novembre aveva superato i sei milioni di visite. È stato registrato a Sydney. Nel video il personaggio principale (identificato con lo pseudonimo "Juan Mann") cammina in Pitt Street Mall mostrando un cartello con le parole "FREE HUGS". La musica del video è dei Sick Puppies, un gruppo australiano che "Mann" aveva incontrato un anno prima, dopo aver fatto la conoscenza di Shimon Moore, il cantante della band.
Il 30 ottobre 2006, Mann fu invitato da Oprah Winfrey a partecipare al suo programma Oprah dopo che il medico del suo produttore vide il video di Free Hugs su YouTube. Quella mattina Juan Mann si presentò fuori dal suo studio, offrendo abbracci gratuiti alla folla in attesa di vedere la registrazione dell'episodio. Le troupe di Oprah hanno ripreso diverse persone tra il pubblico che abbracciavano Mann. Juan Mann sul forum del sito ufficiale della Free Hugs Campaign, decise di indire come Giornata Internazionale degli Abbracci gratis, il primo sabato successivo al 30 giugno di ogni anno.
A Riyadh, in Arabia Saudita, due uomini sono stati arrestati dalla Commissione per la Promozione della Virtù e la Prevenzione del Vizio per aver offerto abbracci gratuiti in uno spazio pubblico. L'iniziativa è stata criticata su Twitter; tuttavia, altri si sono opposti alla campagna.

## Pubblicità e diffusione
Dopo le prime apparizioni in Australia gli eventi vanno motiplicandosi nel mondo: nell'ottobre del 2006 arrivano in diverse città italiane (Milano, Roma, Novara, Napoli e Bari)
Sempre ad ottobre Mann viene invitato da Oprah Winfrey e ai primi di novembre un gruppo di ragazzi guidati dal ventiquattrenne Baigu (白骨) tentò di emulare Mann a Shanghai, dove però i ragazzi e alcuni giornalisti presenti furono trattenuti dalla polizia perché gli huggers non avrebbero chiesto il permesso di tenere l'evento.
Nell'agosto 2009 l'evento sbarcò in Norvegia, il Comitato internazionale della Croce Rossa offrì abbracci gratuiti al mercato di "Steinkjermartnan". Un anno dopo, il 3 luglio 2010, un gruppo di amici di un'organizzazione no-profit chiamata "SHADOW of BODHI" organizzò la prima "Campagna ABBRACCI GRATUITI per l'AIDS" in sei diverse piazze a Chennai, in India.

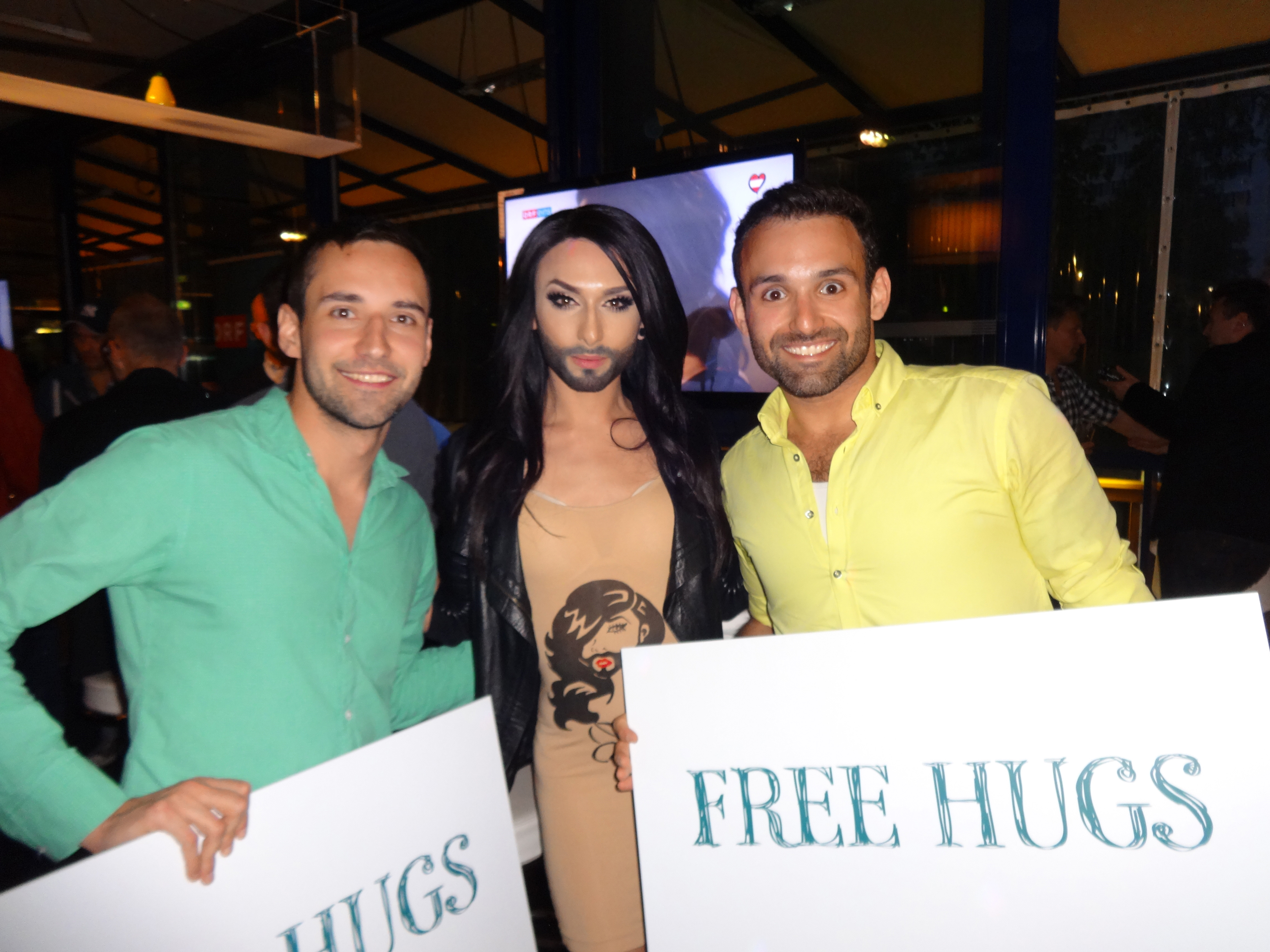
I sostenitori del movimento "Free Hugs" Thyago Ohana (a destra) e Alejandro Sosa (a sinistra) con Conchita Wurst (al centro) nel gruppo "Free Hugs Vienna" hanno sostenuto la campagna per la tolleranza che ha portato alla vittoria di Conchita all'Eurovision Song Contest 2014.

Nel settembre 2012, un viaggiatore polacco Maksym Skorubski ha ideato "Abbracci intorno al mondo in 80 giorni", durante il quale ha distribuito abbracci gratuiti a 6.783 persone in 19 paesi del mondo. Il suo tour è stato nominato dal National Geographic Traveler come il miglior viaggio del 2012. Dall'inizio del 2013, un gruppo chiamato "Free Hugs Vienna" organizza diversi eventi di "abbracci gratuiti" in Austria e all'estero. Il più famoso di questi eventi è stato il sostegno alla campagna di Conchita Wurst per l'Eurovision Song Contest 2014, in cui il gruppo ha "abbracciato" il messaggio di tolleranza.
Dal 2015 al 2019, nel mese di maggio, i membri del team "Free Hugs Vienna" si sono attivati durante la settimana dell'Eurovision Song Contest a Vienna (2015), Stoccolma (2016), Kiev (2017), Lisbona (2018) e Tel Aviv (2019). In linea con il motto dell'evento "Building Bridges" (2015), "Come Together" (2016), "Celebrate Diversity" (2017), "All Aboard" (2018) e "Dare to Dream" (2019), i "free huggers" hanno incontrato rappresentanti della stampa internazionale, fan e altri ospiti presso l'Eurovision Press Center, l'Euro Fan Café e davanti all'Eurovision Arena nei giorni delle semifinali e della finale. Il 2019 era il sesto anno consecutivo che "Free Hugs Vienna" ha organizzato nel contest ESC in collaborazione con l'emittente austriaca ORF.
Nel 2014 e nel 2016, le foto di un bambino nero di 12 anni, Devonte Hart, sono diventate virali quando è stato fotografato con cartelli con la scritta "abbracci gratis" durante gli eventi legati ai "disordini di Ferguson" a Ferguson e alle proteste seguite all'uccisione di Keith Lamont Scott a Charlotte. È stato anche fotografato mentre abbracciava un agente di polizia in assetto antisommossa durante una protesta del 2014 a Portland. L'immagine è diventata nota come "l'abbraccio sentito in tutto il mondo". La foto è stata ampiamente utilizzata sui social media per proiettare l'immagine di una famiglia e di un mondo multirazziali, amorevoli e felici. Nel marzo 2018 la fotografa, una delle madri adottive del bambino, e sua moglie, hanno ucciso il bambino e i suoi fratelli in un omicidio-suicidio.